# Hochschule für Musik Carl Maria von Weber
L'Hochschule für Musik Carl Maria von Weber, (Università di Musica Carl Maria von Weber), prima nota anche come Conservatorio di Dresda o Conservatorio Reale di Dresda) è un'università di musica a Dresda, Germania.

## Storia
La Hochschule è stata inaugurata il 1º febbraio 1856 ed è uno dei più antichi conservatori tedeschi. Francesco Morlacchi, Carl Maria von Weber e Richard Wagner hanno fatto riferimento alla necessità di istituire una formazione istituzionale per i musicisti a Dresda. Il 1º febbraio 1856 un violinista dell'Orchestra Reale, Friedrich Tröstler, fondò la prima scuola di musica a Dresda. Nel 1881 fu concesso il titolo di "reale" e cambiò nome in "Royal Conservatoire", sebbene fosse un'istituzione privata. Dal 1881 al 1918 fu istituzione sotto il patrocinio reale e dal 1937 in poi sotto l'autorità comunale. L'edificio originale della hochschule fu distrutto durante la seconda guerra mondiale e tutte le attività didattiche furono trasferite a Mendelssohnalle 34. All'inizio l'università era un'istituzione educativa dove venivano formati i futuri strumentisti dell'orchestra cittadina. Divenne la Hochschule für Musik; prende il nome da Carl Maria von Weber nel 1959.

## Studi
Tutti gli strumenti orchestrali, la voce, il pianoforte, la direzione d'orchestra, la composizione, la teoria musicale e l'accompagnamento, nonché le specialità di musica popolare/jazz/rock possono essere studiati presso il College. Ci sono anche diversi corsi di Pedagogia Strumentale e Vocale e di Formazione degli Insegnanti in Musica.
Particolare importanza è posta sulla formazione di cantanti e musicisti dell'orchestra. Ciò è dovuto al rapporto speciale tra la scuola e la Semperoper, la Staatskapelle Dresden e la Dresdner Philharmonie. La formazione di cantanti e musicisti d'orchestra è stata fortemente determinata dai membri della Saxon State Opera, della Staatskapelle e dalle orchestre filarmoniche che lavorano come insegnanti su base onoraria. Ci sono c.ca 250 eventi pubblici organizzati e realizzati ogni anno da studenti, personale docente e docenti ospiti.

## Strutture
La Hochschule occupa due edifici nell'area metropolitana di Dresda: l'edificio principale in Wettiner Platz 13 e l'altro in Blochmannstraße. L'edificio principale dispone di tutte le strutture di un moderno conservatorio, una grande sala da concerto e diverse sale più piccole, sale di prove e di esercizi, studi di insegnamento, una mensa, una biblioteca e uffici. Un nuovo ampliamento dell'edificio principale, terminato nel 2008, ospita una nuova sala da concerto da 450 posti e diverse sale per le prove e per l'insegnamento.

## Spettacoli pubblici
Con più di 300 concerti pubblici e spettacoli d'opera ogni anno, la Hochschule contribuisce notevolmente alla vita culturale della regione e offre ai suoi studenti allo stesso tempo una formazione artistica pratica. I progetti artistici regolari sono realizzati in particolare dall'Opera Class e dai più grandi gruppi come l'Orchestra Sinfonica della Hochschule, il Coro della Scuola e la Bigband. L'immagine speciale dell'Università della Musica di Dresda è fondamentalmente modellata dallo stretto legame con le due grandi orchestre di Dresda, la Sächsische Staatskapelle Dresden e l'Orchestra Filarmonica di Dresda. Inoltre l'Opera Class ha a sua disposizione una location che consente spettacoli in condizioni professionali.

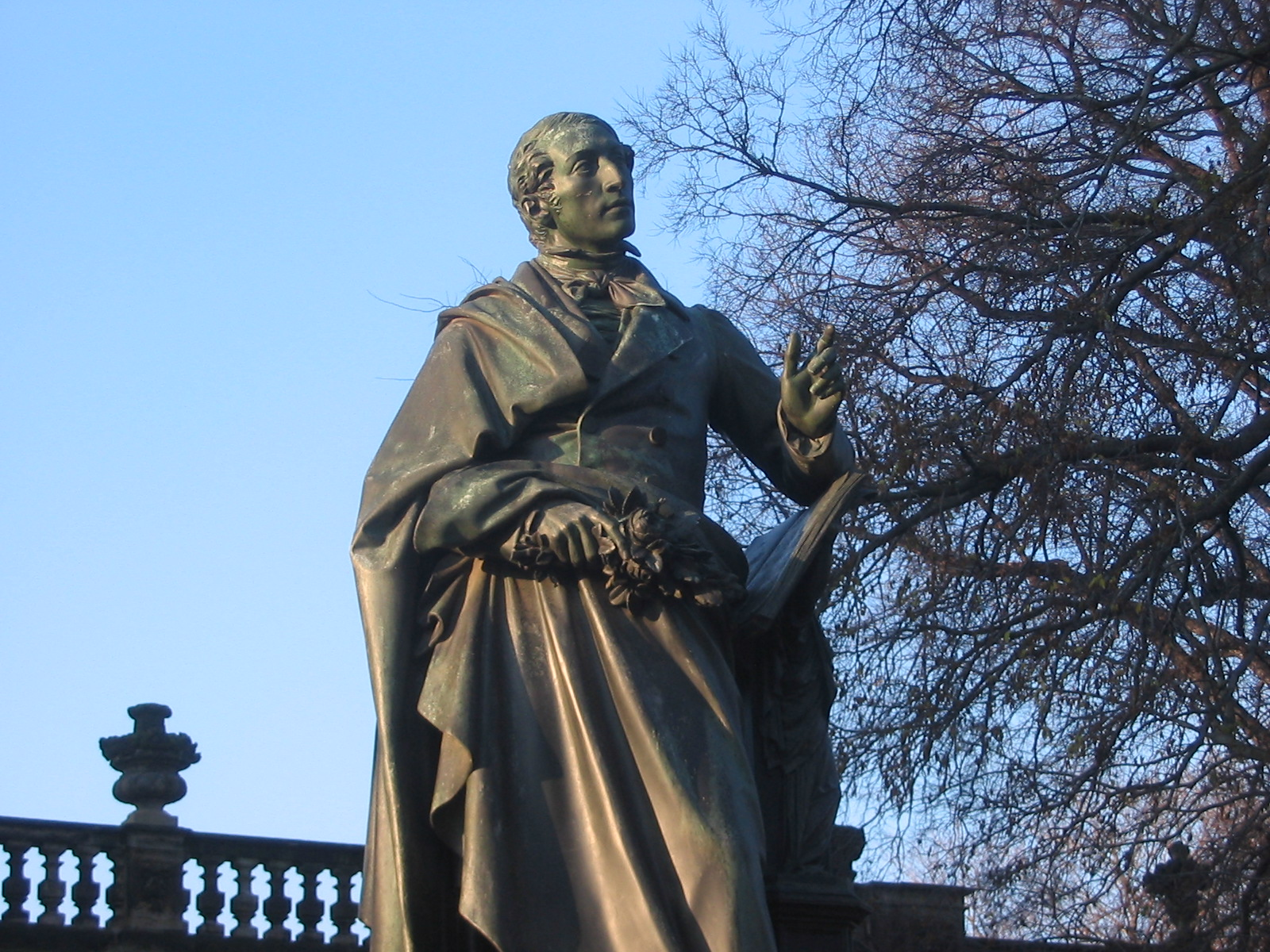
Statua di Weber, a Dresda

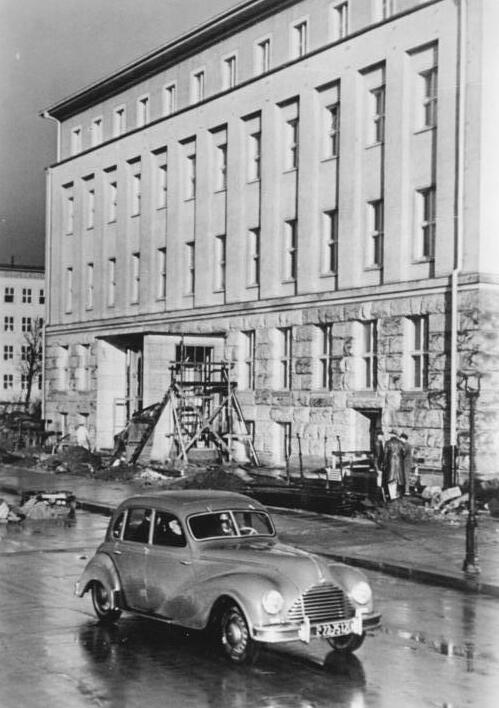
L'Hochschule für Musik nel 1952

## Università di Musica "Carl Maria von Weber"
Fondata nel 1965, ma operante come un'organizzazione diversa dal 1945, l'Università di Musica "Carl Maria von Weber" (tedesco: Sächsisches Landesgymnasium für Musik "Carl Maria von Weber") è una scuola di musica specializzata per bambini in età scolare, con sede a Dresda. La scuola impartisce il normale programma scolastico, ma viene data grande importanza alla formazione musicale individuale, alle lezioni di teoria musicale e all'esecuzione orchestrale. La maggior parte degli insegnanti di strumento sono anche professori presso la Hochschule für Musik "Carl Maria von Weber" o suonano in una delle orchestre professionali della città. Il presidente della scuola è il direttore d'orchestra inglese Sir Colin Davis. Tra i precedenti direttori figura Sir Yehudi Menuhin.

## Alcuni illustri ex alunni e docenti
(Questi nominativi sono tutti presenti su Wikipedia, anche non italiana, per cui si può desumere che siano tutti di rilevanza enciclopedica. Ho deciso pertanto di mantenerli e non passarli negli archivi generati off Line)
- Mark Andre (compositore)
- Olaf Bär (cantante)
- Andreas Bauer Kanabas (basso)
- Conny Bauer (trombonista jazz)
- Boris Blacher (compositore)
- Theodor Blumer (direttore)
- Roland Bocquet (compositore)
- Kurt Böhme (cantante)
- Helmut Branny (direttore, contrabbassista e professore)
- Arthur Bruhns (compositore)
- Walter Damrosch (direttore)
- Felix Draeseke (compositore)
- Carl Ehrenberg (compositore)
- Franz Eckert (compositore)
- Alberto Franchetti (compositore)
- Johannes Fritzsch (direttore)
- Siegfried Geißler (compositore, direttore, cornista e politico)
- Hartmut Haenchen (direttore)
- John Holloway (violinista barocco)
- Annette Jahns (mezzosoprano e direttore operistico)
- Vladimir Jurowski (direttore)
- Herbert Kegel (direttore)
- Ekkehard Klemm (direttore)
- Tibor Kozma (direttore)
- Hermann Ludwig Kutzschbach (direttore)
- Otto Lohse (direttore)

- Claudia Mahnke (mezzosoprano)
- Nils Mönkemeyer (violista)
- Ike Moriz (cantante)
- Jean Louis Nicodé (pianista e direttore)
- Egon Petri (pianista)
- Stefan Prins (compositore)
- Ludger Rémy (clavicembalista e direttore)
- Elisabeth Rethberg (cantante)
- Karl Richter (clavicembalista e direttore)
- Peter Rösel (pianista)
- Petko Staynov (compositore)
- Paul Schöffler (cantante)
- Hanns-Herbert Schulz (cantante ed insegnante)
- Günter Sommer (batterista)
- Sybille Specht (mezzosoprano)
- Carl David Stegmann (cantante)
- Johannes Paul Thilman (compositore)
- Thomas Thomaschke (basso cantante)
- Hans Tutschku (compositore)
- Annette Unger (violinista)
- Siegfried Vogel (basso operistico)
- Amadeus Webersinke (pianista)
- Jeanne You (pianista)
- Udo Zimmermann (compositore, musicologo, direttore operistico e direttore)
- Amir Shpilman (compositore)

## Rettori
(Questi rettori sono tutti presenti su Wikipedia, anche non italiana, per cui si può desumere che siano tutti di rilevanza enciclopedica. Ho deciso pertanto di mantenerli e non passarli negli archivi generati off Line)
- Karl Laux (1952–1963)
- Siegfried Köhler (1968–1980)
- Wilfried Krätzschmar (1991–2003)